# Lars Rohwer
Lars Rohwer (* 1. Februar 1972 in Dresden, DDR) ist ein deutscher Politiker (CDU). Seit 2021 ist er Mitglied des Deutschen Bundestages. Von 1991 bis 1994 sowie von 1998 bis 2022 war er Mitglied des Sächsischen Landtages.

## Leben
Rohwer lernte nach dem Abschluss des Abiturs an der Dresdner Kreuzschule im Jahr 1990 bei der Dresdner Bank AG und schloss 1993 seine Lehre zum Bankkaufmann ab. Von 1993 bis 1998 war Lars Rohwer als Finanzberater bei der Dresdner Bank in Dresden, Görlitz und Freiberg tätig.
Rohwer lebt in Dresden, ist verheiratet und hat zwei Kinder.
Vom 30. Januar 2012 bis zum 9. Mai 2022 war Lars Rohwer Vorsitzender des Deutschen Roten Kreuzes in Dresden. Er ist seit November 2013 Erster Vize-Präsident des Dresdner SC und seit März 2014 Vorsitzender des Fördervereins der Kreuzkirche, außerdem ist er Vorstand der Förderstiftung Dresdner Kreuzchor und war von 2013 bis 2025 Präsident der Sächsischen Landesvereinigung für Gesundheitsförderung (SLfG).

## Politische Tätigkeit
| Wahlperiode    | Stimmen                            |
| -------------- | ---------------------------------- |
| 1. (1990–1994) | im Januar 1991 nachgerückt         |
| 2. (1994–1999) | im November 1998 nachgerückt       |
| 3. (1999–2004) | 51,9 %                             |
| 4. (2004–2009) | 39,3 %                             |
| 5. (2009–2014) | 35,9 %                             |
| 6. (2014–2019) | 34,2 %                             |
| 7. (2019–2024) | 31,0 %; im Juli 2022 ausgeschieden |

Rohwer trat 1990 in die CDU ein und bekleidete bis 1995 verschiedene politische Nachwuchsämter. So war er 1990/91 Vorsitzender des JU-Bezirksverbands Ostsachsen. Am 24. Januar 1991 rückte er für Joachim Dirschka erstmals als Mitglied des Sächsischen Landtages nach. Mit Ablauf der ersten Wahlperiode schied er 1994 aus dem Landtag aus, in den er am 12. November 1998 als Nachrücker für den in den Bundestag gewählten Arnold Vaatz zurückkehrte. Von 1998 bis 2004 war er Jugendpolitischer Sprecher und von 2009 bis 2011 Finanzpolitischer Sprecher der CDU-Fraktion im Sächsischen Landtag. Des Weiteren war Lars Rohwer von 2004 bis 2009 Vorsitzender des Ausschusses für Schule und Sport. In den Jahren von 2005 bis 2011 bekleidete er zudem das Amt des Kreisvorsitzenden der CDU-Dresden. Von 2002 bis 2015 war er Vorsitzender des Kuratoriums der Sächsischen Landeszentrale für politische Bildung. Zunächst beschäftigte Rohwer sich mit der Jugend- und Bildungspolitik sowie der Finanz- und Haushaltspolitik. Ab der 6. Legislaturperiode waren die Finanz- und Haushaltspolitik sowie die Wirtschaftspolitik Kernbetätigungsfelder seiner Landtagsarbeit. Er war Sprecher seiner Fraktion für die Energiepolitik und für Digitale Entwicklung.
| Wahlperiode     | Stimmen |
| --------------- | ------- |
| 20. (2021–2025) | 18,6 %  |
| 21. (seit 2025) | 24,2%   |

Am 26. September 2021 gewann er im Bundestagswahlkreis Dresden II – Bautzen II das Direktmandat mit 35 Stimmen vor Andreas Harlaß (AfD) und zog damit in den 20. Deutschen Bundestag ein. Die 18,6 Prozent aller Erststimmen, die er in seinem Wahlkreis erreichte, stellen das niedrigste Resultat in der deutschen Geschichte dar, das einem Kandidaten ausreichte, um bei einer Bundestagswahl ein Direktmandat zu erlangen. Sein Landtagsmandat legte er am 1. Juli 2022 nieder. Für ihn rückte Sandra Gockel nach. Im 20. Deutschen Bundestag war Rohwer Ordentliches Mitglied des Ausschusses für Wohnen, Stadtentwicklung, Bauwesen und Kommunen sowie des Ausschusses für Bildung, Forschung und Technikfolgenabschätzung.
Bei der Bundestagswahl 2025 verlor Rohwer das Direktmandat im Bundestagswahlkreis Dresden II – Bautzen II an Matthias Rentzsch (AfD), zog über die Landesliste dennoch in den 21. Deutschen Bundestag ein. Hier ist er Ordentliches Mitglied im Ausschuss für Wirtschaft und Energie und im Ausschuss für Wohnen, Stadtentwicklung, Bauwesen und Kommunen, sowie stellvertretendes Mitglied im Ausschuss für Bildung, Familie, Senioren, Frauen und Jugend, im Finanzausschuss und im Ausschuss für Forschung, Technologie, Raumfahrt und Technikfolgenabschätzung. 
Nach der Bundestagswahl 2025 nahm Lars Rohwer an den Koalitionsverhandlungen zwischen CDU/CSU und SPD als Mitglied der AG Klima und Energie teil, siehe Liste der Teilnehmer an den Koalitionsverhandlungen zwischen CDU/CSU und SPD 2025.

## Politische Positionen
Im Mai 2022 stimmte er als einziger Abgeordneter der CDU/CSU-Bundestagsfraktion gegen die Fortsetzung der Beteiligung bewaffneter deutscher Streitkräfte am Fähigkeitsaufbau der Europäischen Union im Sahel mit Schwerpunkt Niger (EUTM Mali).